# Der Antisemitismus
Der Antisemitismus. Ein internationales Interview ist ein Buch von Hermann Bahr von 1894. Darin beschreibt er Begegnungen mit 38 bekannten europäischen Persönlichkeiten und deren Auffassungen zum Antisemitismus ihrer Zeit.

## Hintergründe
Der 29-jährige Wiener Theaterkritiker und Kulturjournalist Hermann Bahr befragte 1893 etwa vierzig bekannte Persönlichkeiten aus Politik, Gesellschaft, Literatur und Kunst in Österreich-Ungarn, dem Deutschen Reich, Frankreich, Spanien, Belgien und England zu ihren Meinungen zum Antisemitismus.
Er wählte dabei vor allem Personen aus, die sich gegen den Antisemitismus engagierten oder von denen er eine ablehnende Haltung dazu erwarten konnte.
Die Antworten waren dann auch meist von einer Grundhaltung persönlicher und religiöser Toleranz gegenüber jedem Menschen geprägt.
Einige Gesprächspartner, wie Theodor Mommsen, wiesen ihn allerdings darauf hin, dass gegen den Antisemitismus mit vernünftigen Argumenten oder Appellen nicht viel auszurichten sei.
Hermann Bahr befragte auch drei Personen, deren antisemitische Einstellungen er kannte. Sein ehemaliger Universitätsprofessor Adolph Wagner bestritt dies sogar teilweise, auch weil er wusste, dass seine Aussagen in einer liberalen Zeitung veröffentlicht werden.
Hermann Ahlwardt und Edmond Picard erläuterten ihre Positionen.
Friedrich Engels und Maurice Le Sage d'Hauteroche d'Hulst und möglicherweise weitere Personen lehnten Begegnungen mit ihm ab.
Hermann Bahr veröffentlichte seine Erlebnisse zunächst in einzelnen Artikeln in der Deutschen Zeitung in Wien zwischen März und August 1893.
1894 fasste er sie in seinem Buch Der Antisemitismus zusammen. Die Gespräche mit dem Antisemiten Hermann Ahlwardt und mit Rudolf von Gneist wurden dort nicht aufgenommen.
Hermann Bahr beschrieb die befragten Personen und die Räume, in denen sie ihn empfingen, sehr genau. Dieses bietet für die heutige Forschung über die meisten von ihnen einen seltenen Einblick in deren Alltag und Erscheinungsbild.

## Zitate
Hermann Bahr fasste seine persönliche Meinung zu diesem Thema in der Einleitung zusammen.

„Der Antisemitismus will nur sich selber. Er ist nicht etwa ein Mittel zu einem Zwecke. Der einzige Zweck des Antisemitismus ist der Antisemitismus. Man ist Antisemit, um Antisemit zu sein. (...)  Die Reichen halten sich an Morphium und Haschisch. Wer sich das nicht leisten kann, wird Antisemit. Der Antisemitismus ist der Morphinismus der kleinen Leute. (...)  Wenn es keine Juden gäbe, müßten die Antisemiten sie erfinden.“

## Persönlichkeiten
Aussagen von diesen 38 Persönlichkeiten sind in dem Buch von 1894 enthalten. (In Klammern sind die Erstveröffentlichungen in der Deutschen Zeitung in Wien angegeben.) 2013 wurden zwei fehlende Beschreibungen ergänzt.
- [Einleitung], 1–4[6]
- 1. Friedrich Spielhagen, 5–10[7], Schriftsteller
- 2. Theodor Barth, 11–19[8], Abgeordneter
- 3. August Bebel, 20–25[9], SPD-Vorsitzender
- 4. Theodor Mommsen, 26–31[10], Althistoriker
- 5. Gustav von Schmoller, 32–38[11], Wirtschaftswissenschaftler
- 6. Pastor J. Schmeidler, 39–41[12], Vorstandsmitglied im Verein zur Abwehr des Antisemitismus
- 7. Maximilian Harden, 42–52[13],  Publizist
- 8. Oberstlieutenant v. Egidy, S. 53–61[14], Herausgeber der Zeitschrift Versöhnung
- 9. Ernst Häckel, S. 62–69[15], Naturforscher
- 10. Adolf Wagner, 70–78[16], Wirtschaftswissenschaftler
- 11. Prinz Heinrich zu Schoenaich-Carolath, 79–85[17]
- 12. Heinrich Rickert, 86–91[18], Abgeordneter
- 13. John Henry Mackay, 92–99[19], deutscher Schriftsteller
- 14. Wilhelm Foerster, 100–101[20], Astronom, Pazifist
- 15. Alfred Naquet, 102–107[21]
- 16. Jules Simon, 108–113[22]
- 17. Anatole Leroy-Beaulieu, 114–121[23]
- 18. Alphonse Daudet, 123–129[24], Schriftsteller
- 19. Francis Magnard, 130–136[25]
- 20. Arthur Meyer, 137–141[26], französischer Publizist
- 21. Édouard Pailleron, S. 142[27]
- 22. Séverine, S. 143–153[28], französische Malerin
- 23. Charles Morice, 154–157[29]
- 24. Cluseret, 158–167[30]
- 25. Alejandro Sawa, 168–174[31]
- 26. Manuel Ruy Zorilla, 175–179[32], spanischer General
- 27. Henri Rochefort, 180–187[33]

- 28. Sir Charles Wentworth Dilke, 188–190[34]
- 29. James Arthur Balfour, 191–192[35]
- 30. Henry Labouchère, 193[36]
- 31. Annie Besant, 194–197[37],Theosophin
- 32. Sidney Whitman, 198–200[38], englischer Zeithistoriker
- 33. Timothy Healy, 201–203[39]
- 34. Paul Janson, 204–205[40]
- 35. Edmond Picard, 206–209[41]
- 36. Buls, 210–211[42], belgischer Bürgermeister
- 37. Henrik Ibsen, 212[43], norwegischer Schriftsteller
- 38. Björnstjerne Björnson, 213[44], Schriftsteller
- [Schluss], 214–215[45]

Ergänzt (2013)
- Hermann Ahlwardt
- Rudolf von Gneist

## Ausgaben
Das Buch Der Antisemitismus erschien bisher in mehreren Ausgaben
- S. Fischer, Berlin 1894, Erstausgabe Digitalisate
- Jüdischer Verlag, Königstein 1979
- Kritische Schriften in Einzelausgaben, Band 3, Herausgegeben von Claus Pias, 2005 PDF
- Kritische Schriften in Einzelausgaben, 3, 2. Auflage, durchgesehen und ergänzt von Gottfried Schnödl, Weimar 2013 (auch mit Artikeln über Hermann Ahlwardt und Rudolf von Gneist)